# Teatro Popular Melico Salazar
El Teatro Popular Melico Salazar és un equipament teatral situat a San José (Costa Rica). El terreny va ser comprat per José Raventós. El primer edifici va ser dissenyat per l'arquitecte i dramaturg José Fabio Garnier Ugalde. Es va inaugurar el 7 d'octubre de 1928. També va projectar-s'hi cinema. El 1967 pateix un incendi que destrueix la sala. A començaments de la dècada dels anys 70, el Ministeri de Cultura, Joventut i Esports de Costa Rica inicia la seva compra. El nom es deu al tenor costa-riqueny Manuel Salazar Zúñiga.